# Niigata (prefektura)
Niigata (japanski: kanji 新潟県, romaji: Niigata-ken) je prefektura u današnjem Japanu. 
Nalazi se diljem zapadne obale središnjeg i sjevernog dijela otoka Honshūa u chihō Chūbuu i Hokurikuu.
Glavni je grad Niigata.
Organizirana je u 9 okruga i 30 općina. ISO kod za ovu pokrajinu je JP-15.
1. veljače 2011. u ovoj je prefekturi živjelo 2,371.574 stanovnika.
Simboli ove prefekture su cvijet tulipana (Tulipa gesneriana), drvo japanske kamelije (Camellia japonica) i ptica crvenolici ibis (Nipponia nippon).